# Хорпуштак
«Хорпуштак» — таджикский художественный сатирический журнал.

## История
Выпускается с 1926 года (прежние названия: «Мулло Мушфики», «Калтак», «Бигиз», «Мушфики», «Ходжа Насреддин»), под современным названием «Хорпуштак» (то есть «ёж») — с 1953.
При СССР журнал выходил дважды в месяц, тиражом до 100—120 тысяч экземпляров (в 1980 году — 60 тысяч). Содержал карикатуры на различные негативные явления советской действительности, публиковались открытые письма читателей к должностным лицам. Журнал активно сотрудничал с «Крокодилом». Подписи под рисунками сначала печатались арабской вязью и латиницей на таджикском, а затем — на кириллице с дублированием на русском языке.
В 2016 году девяностолетие журнала отметили, проведя в Душанбе мастер-класс карикатуристов.